# Shohei Ono
Shohei Ono (大野将平, Yamaguchi, 3 de febrer de 1992) és un judoka japonès retirat, que competí en la categoria de pes lleuger (-73 Kg). Va participar en 2 Olimpíades, guanyant 2 medalles d'or en els Jocs Olímpics de Rio 2016 i en els Jocs Olímpics de Tòquio 2020. En aquesta última edició també va guanyar la medalla de plata d'equips mixt. A més, va guanyar 3 medalles d'or en els Campionats del Món i 1 medalla de plata en els Campionats d'Àsia.
Actualment viu a Escòcia, combinant la seva tasca d'entrenador i oferint seminaris de Judo arreu del món.

## Trajectòria professional
| Jocs Olímpics     | Jocs Olímpics  | Jocs Olímpics | Jocs Olímpics |
| Any               | Seu            | Posició       | Prova         |
| ----------------- | -------------- | ------------- | ------------- |
| 2016              | Rio de Janeiro | 1             | -73 Kg        |
| 2020              | Tòquio         | 1             | -73 Kg        |
| 2020              | Tòquio         | 2             | Equip Mixt    |
| Campionat del Món |                |               |               |
| 2013              | Rio de Janeiro | 1             | -73 Kg        |
| 2014              | Txeliàbinsk    | 3a ronda      | -73 Kg        |
| 2015              | Astanà         | 1             | -73 Kg        |
| 2019              | Tòquio         | 1             | -73 Kg        |

## Estadístiques
| Judo Record | Judo Record |
| ----------- | ----------- |
| Total       | 110         |
| Victòries   | 101         |
| per Ippon   | 73          |
| Derrotes    | 9           |
| per Ippon   | 3           |

(a 18 d'agost de 2021)